# Rudolf Pörtner junior
Rudolf Pörtner jun. (* 31. Mai 1944 in Bad Oeynhausen) ist ein deutscher Studentenwerks-Geschäftsführer im Ruhestand und mittellateinischer Philologe.

## Leben
Pörtner wurde als Sohn des Journalisten und Schriftstellers Rudolf Pörtner geboren. Pörtner studierte nach Besuch des humanistischen Beethoven-Gymnasiums in Bonn ab 1963 klassische und mittellateinische Philologie, alte und mittelalterliche Geschichte sowie Philosophie an der Universität Bonn, wo er 1968 das Studium mit der Magisterprüfung („Burginatium-Altkalkar, ein Auxiliarkastell des Niedergermanischen Limes“, Betreuer: Harald von Petrikovits) abschloss. Im Jahr 1989 folgte die Promotion an der Universität Tübingen („Eine Sammlung lateinischer Gedichte aus dem 12. Jahrhundert in der Handschrift Wien ÖNB 806“; Betreuer: Benedikt Konrad Vollmann). Seit 1990 nahm Pörtner Lehraufträge an der Universität Tübingen und später an der Technischen Universität Dresden wahr. 2008 wurde er zum Honorarprofessor an der Philosophischen Fakultät der TU Dresden ernannt.
Pörtner war 1967/1968 AStA-Vorsitzender, später längere Zeit Ältestenrats-Vorsitzender an der Universität Bonn. Als AStA-Mitglied war er Mitglied im Vorstand des Studentenwerks Bonn e.V. Nach Studienabschluss arbeitete Pörtner von 1970 bis 1974 als Direktionsassistent im Studentenwerk Bonn. 1975 wurde er Geschäftsführer des Studentenwerks Paderborn, 1978 wechselte er in derselben Funktion nach Tübingen, bevor er 1992 die Geschäftsführung des Studentenwerks Dresden übernahm. Zum 31. Dezember 2009 trat er in den Ruhestand. Von Januar bis Mai 2011 wirkte Pörtner als Gastdozent an der Grand Valley State University in Allendale, Michigan. Von 2009 bis 2014 war er Mitglied des Hochschulrats der Hochschule für Technik und Wirtschaft Dresden. Seit 2009 ist er Chevalier des französischen Ordens „Palmes académiques“. Von 2015 bis 2021 war er Administrator des Sieberlehnschen Familienstipendiums zu Zerbst.
Pörtner ist seit 1969 mit einer Tochter von Wilhelm Schneemelcher verheiratet, aus der Ehe sind drei Kinder hervorgegangen.